# Fire Emblem Fates
Fire Emblem Fates, conhecido no Japão como Fire Emblem If (ファイアーエムブレム if, Faiā Emuburemu Ifu) é um RPG eletrônico de estratégia desenvolvido pela Intelligent Systems e publicado pela Nintendo para o Nintendo 3DS em junho de 2015 no Japão e em 2016 no Ocidente. É o décimo-quarto jogo da série Fire Emblem e o segundo a ser lançado para o 3DS, após Fire Emblem: Awakening. Fates foi lançado em três versões diferentes, cada uma seguindo um enrendo diferente embora focado nos mesmos personagens: Birthright e Conquest como lançamentos físicos e Revelation como conteúdo para download.

## Sinopse

Os personagens principais de Fire Emblem Fates.

A história geral gira ao redor do papel relutante do protagonista, um avatar personalizado do jogador, em uma guerra entre o Reino de Hoshido (sua terra natal) e Nohr (seu país adotado). Em Birthright e Conquest, o jogador toma partido na guerra, apoiando um dos países contra o outro, enquanto em Revelation abandona ambos e busca encontrar os verdadeiros responsáveis pela guerra. A jogabilidade, condizente com o padrão estabelecida da série, envolve batalhas táticas num tabuleiro quadriculado, apesar de certas características das mecânicas variarem entre as versões.
Depois do sucesso crítico e comercial de Awakening, a mesma equipe desse começou o desenvolvimento de Fates. Seu foco principal nessa sequência foi adicionar novos recursos e refinamentos à jogabilidade, além de expandir a história, que havia sido criticada pelos fãs. Para tal, o escritor e mangaká Shin Kibayashi colaborou com a equipe. A equipe ainda decidiu dividir o jogo em versões diferentes, pois assim poderiam mostrar todos os ângulos e aspectos da história e também propiciar experiências diferentes.
Fire Emblem Fates foi em geral bem recebido pela crítica especializada. Birthright foi visto como o melhor ponto de partida para novos jogadores, enquanto Conquest foi elogiado pelo seu desafio; Revelation foi por fim indicado como um meio termo entre os dois lançamentos. Fire Emblem Fates acabou por ultrapassar as vendas de Awakening.

## Recepção
Todas as versões de Fates foram em geral bem recebidas. No agregador de críticas Metacritic, Birthright obteve a nota 86/100 (baseado em 35 análises), Conquest recebeu 87/100 (baseado em quarenta), enquanto Revelation atingiu a nota ligeiramente maior de 88/100, baseado em 21 análises.
A revista Famitsu, que analisou ambas as versões físicas em conjunto, elogiou-os pela história e personagens, apesar de ressaltar que as interações inter-personagens eram complicadas, de modo que jogar apenas uma das versões da história deixaria os jogadores decepcionados.